# Back Country Suite
| Recensione | Giudizio |
| ---------- | -------- |
| AllMusic   | [ 1 ]    |

Back Country Suite è il primo album discografico da solista del pianista jazz statunitense Mose Allison, pubblicato dalla casa discografica Prestige Records nel 1957.

## Tracce
Brani composti da Mose Allison, eccetto dove indicato.
Lato A
1. Back Country Suite for Piano, Bass and Drums: New Ground – 2:01
2. Back Country Suite for Piano, Bass and Drums: Train – 1:46
3. Back Country Suite for Piano, Bass and Drums: Warm Night – 1:42
4. Back Country Suite for Piano, Bass and Drums: Blues – 1:24
5. Back Country Suite for Piano, Bass and Drums: Saturday – 1:21
6. Back Country Suite for Piano, Bass and Drums: Scamper – 2:11
7. Back Country Suite for Piano, Bass and Drums: January – 1:36
8. Back Country Suite for Piano, Bass and Drums: Promised Land – 1:58
9. Back Country Suite for Piano, Bass and Drums: Spring Song – 1:19
10. Back Country Suite for Piano, Bass and Drums: Highway 49 – 1:36

Lato B
1. Blueberry Hill – 2:55 (Al Lewis, Larry Stock, Vincent Rose)
2. You Won't Let Me Go – 3:42 (Buddy Johnson)
3. I Thought About You – 3:49 (Johnny Mercer, Jimmy Van Heusen)
4. One Room Country Shack – 3:01 (Mercy Dee Walton)
5. In Salah – 3:46

## Musicisti
- Mose Allison - pianoforte
- Mose Allison - voce (brani: Blues e One Room Country Shack)
- Taylor La Fargue - contrabbasso
- Frank Isola - batteria

Note aggiuntive
- Bob Weinstock - supervisore, produttore
- Registrato il 7 marzo 1957 al Van Gelder Studio di Hackensack, New Jersey, Stati Uniti.
- Rudy Van Gelder - ingegnere delle registrazioni
- Ralph Steadman - copertina album
- Ira Gitler - note di retrocopertina album[2]